# كينغ بيلي
كينغ بيلي (بالإنجليزية: King Bailey)‏ هو لاعب كرة قاعدة أمريكي، ولد في نوفمبر 1870 في فرجينيا في الولايات المتحدة، وتوفي في 19 نوفمبر 1917 في ماكون في الولايات المتحدة.

## وصلات خارجية
- كينغ بيلي على موقعبيزبول رفرنس.كوم (الدوري الرئيسي) (الإنجليزية)
- كينغ بيلي على موقعبيزبول رفرنس.كوم (الدوري الثانوي) (الإنجليزية)
- كينغ بيلي على موقع جمعية أبحاث البيسبول الأمريكية (الإنجليزية)
- كينغ بيلي على موقع مشجعي الرسوم البيانية (الإنجليزية)